# Coenocorypha
Coenocorypha is een geslacht van vogels uit de familie van de strandlopers en snippen (Scolopacidae). Het geslacht telt vijf soorten, waarvan twee zijn uitgestorven.

## Soorten
- Coenocorypha aucklandica – Aucklandsnip
- Coenocorypha huegeli – Snaressnip
- Coenocorypha pusilla – Chathamsnip

### Uitgestorven
- Coenocorypha barrierensis – Noordereilandsnip
- Coenocorypha iredalei – Zuidereilandsnip